# Epikranialna mišica
Epikranialna mišica (lat. M. epicranius) je mimična mišica, ki prekriva lobanjski svod. Na zgornjem delu je čvrsto zraščena s kožo, spodaj pa se z rahlim vezivom pripenja na periost čelnice in zatilnice. Epikranialni mišični kompleks sestavljata dve mišici: M. occipitofrontalis in M. temporoparietalis, pri čemer je druga pri večini ljudi zakrnela in ne opravlja svoje funkcije. Večji del predstavlja zatilno-čelna mišica, ki je zgrajena iz štirih trebuhov in centralno potekajoče preprege (galea aponeurotica).

## M. occipitofrontalis
Zatilno-čelna mišica predstavlja večji del epikranialnega mišičnega kompleksa. Gradijo jo štirje trebuhi: 2 venter frontalis in 2 venter occipitalis. Venter frontalis je parna štirioglata mišica čela, ki izvira s sprednjega roba vezivaste preprege in se končuje v koži pod obrvmi in glabelo. Omogoča dvigovanje obrvi in nagubavanje čela. Zadnji trebuh je venter occipitalis. Gre za parno štirioglato mišico zaglavja, ki izvira z zadajšnjega robu preprege in je pripeta na področju lateralno od linije nuchae supremae ter na mastoidni odrastek.

## M. temporoparietalis
Senčnično-temenska mišica predstavlja manjši del epikranialnega mišičnega kompleksa. Je rudimentarna mišica uhlja, ki pri večini ljudi zaradi zakrnelosti ne opravlja svoje funkcije.